# Persone di nome Matteo/Calciatori
| Questa pagina contiene informazioni ricavate automaticamente dalle voci biografiche con l'ausilio del template Bio e di un bot. L'aggiornamento è periodico e automatico e ricostruisce completamente la pagina. Se manca una persona in questa lista, sei pregato di non aggiungerla, ma accertati piuttosto che la sua voce biografica contenga il template Bio e che i dati anagrafici siano correttamente compilati. Se il template Bio manca, inseriscilo tu stesso o, in alternativa, metti l'avviso {{tmp\|Bio}} che ne segnala la mancanza. Se i dati riportati sono sbagliati, correggi direttamente la voce biografica; le modifiche saranno visibili in questa lista entro pochi giorni. Per chiarimenti vedi il progetto antroponimi. La lista contiene solo le 51 persone che sono citate nell'enciclopedia e per le quali è stato implementato correttamente il template Bio. Pagina aggiornata al 22 giu 2025. |

Questa è una lista di persone presenti nell'enciclopedia che hanno il nome Matteo e sono calciatori.

## A(2)
- Matteo Andreini, ex calciatore sammarinese (Città di San Marino, n. 1981)
- Matteo Ardemagni, calciatore italiano (Milano, n. 1987)

## B(6)
- Matteo Beretta, ex calciatore italiano (Monza, n. 1978)
- Matteo Bianchetti, calciatore italiano (Como, n. 1993)
- Matteo Brighi, ex calciatore italiano (Rimini, n. 1981)
- Matteo Brunori, calciatore italiano (Macaé, n. 1994)
- Matteo Bruscagin, calciatore italiano (Milano, n. 1989)
- Matteo Bugli, ex calciatore sammarinese (Rimini, n. 1983)

## C(5)
- Matteo Cancellieri, calciatore italiano (Roma, n. 2002)
- Matteo Valli Casadei, calciatore sammarinese (San Marino, n. 2005)
- Matteo Copelotti, calciatore uruguaiano (Montevideo, n. 2004)
- Matteo Coppini, calciatore sammarinese (n. 1989)
- Matteo Cotali, calciatore italiano (Brescia, n. 1997)

## D(4)
- Matteo Dams, calciatore belga (Brasschaat, n. 2004)
- Matteo Darmian, calciatore italiano (Legnano, n. 1989)
- Matteo Di Gennaro, calciatore italiano (Sant'Elpidio a Mare, n. 1994)
- Matteo Di Giusto, calciatore svizzero (Wetzikon, n. 2000)

## F(2)
- Matteo Fedele, calciatore svizzero (Losanna, n. 1992)
- Matteo Ferrari, ex calciatore italiano (Aflou, n. 1979)

## G(6)
- Matteo Gabbia, calciatore italiano (Busto Arsizio, n. 1999)
- Matteo Gentili, ex calciatore italiano (Viareggio, n. 1989)
- Matteo Gianello, ex calciatore italiano (Bovolone, n. 1976)
- Matteo Grandi, calciatore italiano (Faenza, n. 1992)
- Matteo Gritti, ex calciatore italiano (Seriate, n. 1980)
- Matteo Guardalben, ex calciatore italiano (Nogara, n. 1974)

## L(2)
- Matteo Legittimo, calciatore italiano (Casarano, n. 1989)
- Matteo Lovato, calciatore italiano (Monselice, n. 2000)

## M(2)
- Matteo Mandorlini, calciatore italiano (Como, n. 1988)
- Matteo Meisl, calciatore austriaco (Salisburgo, n. 2000)

## P(7)
- Matteo Pessina, calciatore italiano (Monza, n. 1997)
- Matteo Piccinni, calciatore italiano (Milano, n. 1986)
- Matteo Piciollo, calciatore italiano (Roma, n. 1992)
- Matteo Pisseri, calciatore italiano (Parma, n. 1991)
- Matteo Pivotto, ex calciatore italiano (Montecchio Maggiore, n. 1974)
- Matteo Politano, calciatore italiano (Roma, n. 1993)
- Matteo Prati, calciatore italiano (Ravenna, n. 2003)

## R(5)
- Matteo Ricci, calciatore italiano (Roma, n. 1994)
- Matteo Rinaldi, calciatore italiano (Monte Sant'Angelo, n. 1935 - Foggia, † 2003)
- Matteo Rover, calciatore italiano (Motta di Livenza, n. 1999)
- Matteo Rubin, calciatore italiano (Bassano del Grappa, n. 1987)
- Matteo Ruggeri, calciatore italiano (San Giovanni Bianco, n. 2002)

## S(6)
- Matteo Salineri, calciatore italiano (Roma, n. 1902 - Milano, † 1994)
- Matteo Santucci, calciatore italiano (Salerno, n. 1948 - Pescara, † 2006)
- Matteo Schiavone, calciatore e allenatore di calcio italiano (Salerno, n. 1900 - Salerno, † 1984)
- Matteo Scozzarella, calciatore italiano (Trieste, n. 1988)
- Matteo Sereni, ex calciatore italiano (Parma, n. 1975)
- Matteo Solini, calciatore italiano (Bussolengo, n. 1993)

## T(3)
- Matteo Teoldi, calciatore italiano (Ponte San Pietro, n. 1985)
- Matteo Tosetti, calciatore svizzero (Intragna, n. 1992)
- Matteo Tramoni, calciatore francese (Ajaccio, n. 2000)

## V(1)
- Matteo Vitaioli, calciatore sammarinese (Città di San Marino, n. 1989)